# Zenopsis stabilispinosa
Zenopsis stabilispinosa är en fiskart som beskrevs av Nakabo, Bray och Yamada 2006. Zenopsis stabilispinosa ingår i släktet Zenopsis och familjen sanktpersfiskar. Inga underarter finns listade i Catalogue of Life.